# Poirier commun
Pyrus communis
« Poirier » redirige ici. Pour les autres significations, voir Poirier (homonymie).
Espèce
Classification phylogénétique
Statut de conservation UICN

 LC  : Préoccupation mineure
 Monde, Europe, France 
Le Poirier commun (Pyrus communis L.) est une espèce de plantes à fleurs de la famille des Rosacées. C'est un arbre fruitier cultivé pour son fruit, la poire.
Originaires des régions tempérées d'Europe et d'Asie de l'Ouest, les poiriers domestiques sont extrêmement variables puisque plusieurs milliers de cultivars distincts ont été recensés et sont cultivés dans près de 80 pays,.

## Étymologie et nomenclature
Le nom de genre Pyrus vient du latin pirus (variante) signifiant « poirier », nom panroman d'origine inconnue. L'épithète spécifique vient du latin communis « commun ».
Dans la langue commune, poire est issu du bas latin pira, neutre pluriel, pris pour un féminin singulier (latin classique pĭrum). L'ancien français était peire, pere resté dans les dialectes de l'ouest de la France (cf. normand pei[re]). En occitan, son nom est pera (pero) de même origine, italien pera, espagnol pera qui remontent également au latin populaire. Les langues germaniques ont emprunté l'étymon du latin vulgaire : anglais pear (renforcé par le normand), néerlandais peer, allemand Birne, forme tardive et altérée du Sud de l'Allemagne. Le mot celtique est aussi un emprunt au latin : breton per(enn), gallois peren, irlandais piorra. Le terme latin est d'origine inconnue.
L'espèce a été décrite par Carl Linné en 1753 dans Species plantarum. Elle a été classée ultérieurement dans la sous-famille des Maloideae, des arbres fruitiers à pépins, comme les pommiers, les poiriers, les cognassiers etc. Les Maloïdés sont caractérisés par un nombre chromosomique de base x=17 au lieu de 7, 8 et 9 pour les autres sous-familles de Rosacées.

## Description

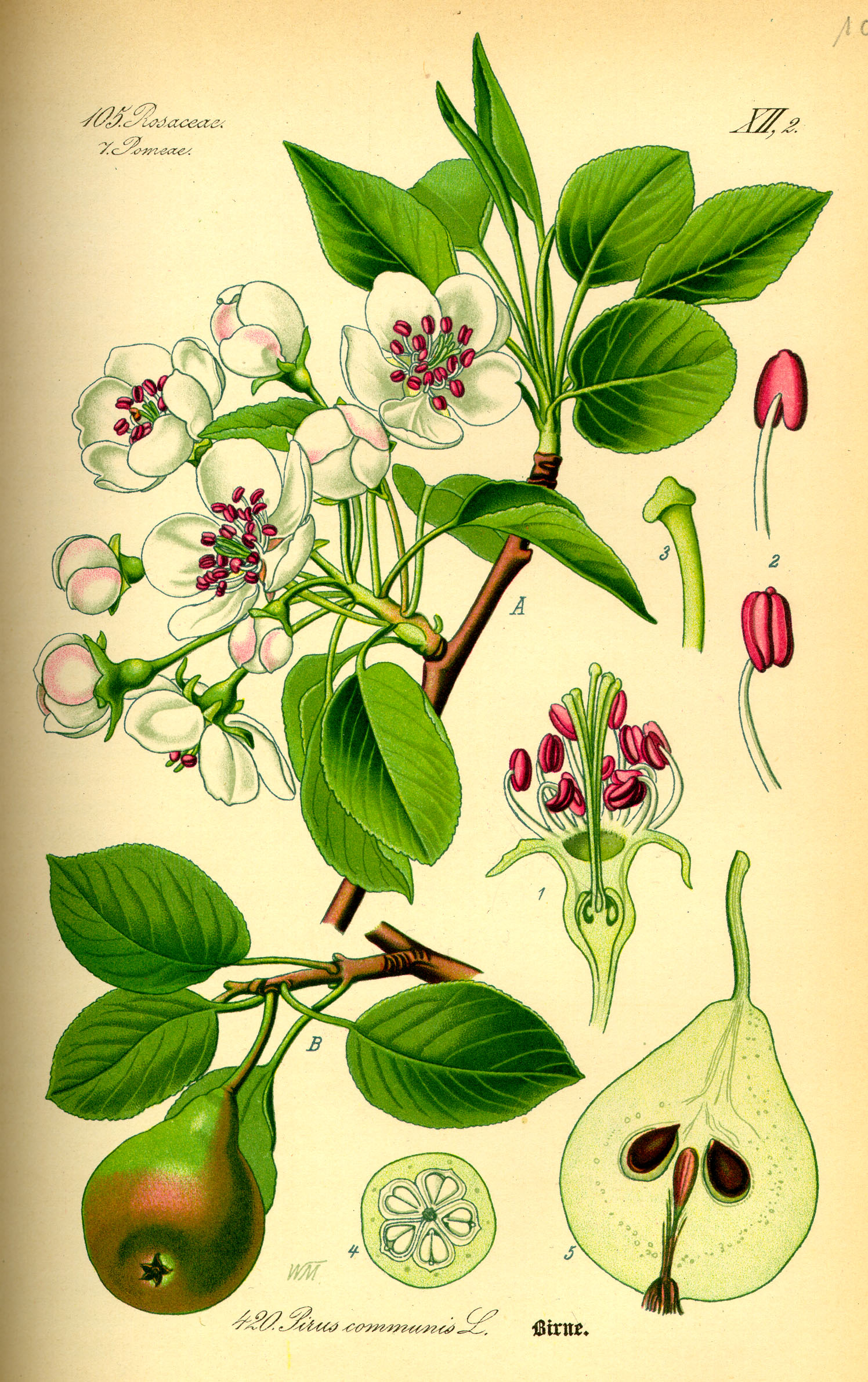
Pyrus communis : 1. coupe longitudinale axiale de la fleur, 2. étamines, 3. style, 4. coupe transversale du fruit à 5 carpelles, 5. coupe du fruit.

Arbre de taille moyenne, le poirier peut atteindre dix à quinze mètres de haut et vivre jusqu'à 200 ans. Les poiriers francs obtenus par semis de pépins peuvent atteindre 20 mètres de haut, ce qui est bien trop haut pour être taillés et récoltés, et les fruits s'abîment en tombant. C'est une des raisons pour laquelle les poiriers cultivés sont greffés sur des cognassiers pour obtenir des arbres plus petits.
Les feuilles portées par un long pétiole de 1,5-5 cm (environ les 2/3 de la longueur du limbe), ont un limbe ovale à elliptique, à bord finement denté en scie ou entier, de 2-10 cm de long, à apex végétal courtement acuminé, glabres à l'état adulte et plus pâles en dessous.
Les fleurs qui apparaissent après les feuilles en avril-mai, sont groupées en ombelles de 1 à 12 fleurs. Elles font 2 à 3 cm de diamètre. Les 5 sépales forment 5 larges dents triangulaires, soudées à leur base pour former une coupe creuse, nommée conceptacle. Les 5 pétales blancs  (ou rosés) obovés, entourent une vingtaine d'étamines avec des anthères rouges et 5 styles non soudés (contrairement au pommier) correspondant à un ovaire pluriloculaire infère. Les 5 carpelles sont fermés sur eux-mêmes et suturés entre eux.
Les fleurs mellifères ont une odeur désagréable pour l'homme mais qui attire les abeilles sauvages assurant la pollinisation.
Les fleurs sont visitées par des abeilles solitaires comme les mégachiles, les andrènes à émergence précoce et les syrphes - le vent n'intervient que de manière négligeable. Si les abeilles domestiques dédaignent généralement le nectar du poirier, elles visitent les fleurs pour leur pollen lorsque la température dépassent 11 °C. Comme la plupart des fruitiers de la famille des Rosacées, les poiriers sont auto-incompatibles, c’est-à-dire qu’il faut une pollinisation croisée de deux variétés pour assurer une production de fruits. Un verger de poiriers doit comporter associée à la variété cultivée principale, des variétés pollinisatrices dont la floraison concordera.
Le fruit est pomacé, c'est-à-dire qu'il comporte à la fois une partie vrai-fruit (dérivant de l'ovaire) et une partie faux-fruit (liée à une croissance du réceptacle ou conceptacle). Le vrai-fruit constitue ce qu'on appelle le trognon, tandis que la partie comestible dérive du réceptacle. La peau (épicarpe) est diversement colorée suivant les variétés. La chair est épaisse, constituée pour l'essentiel vers l'extérieur par le conceptacle et vers l'intérieur par les tissus du péricarpe.

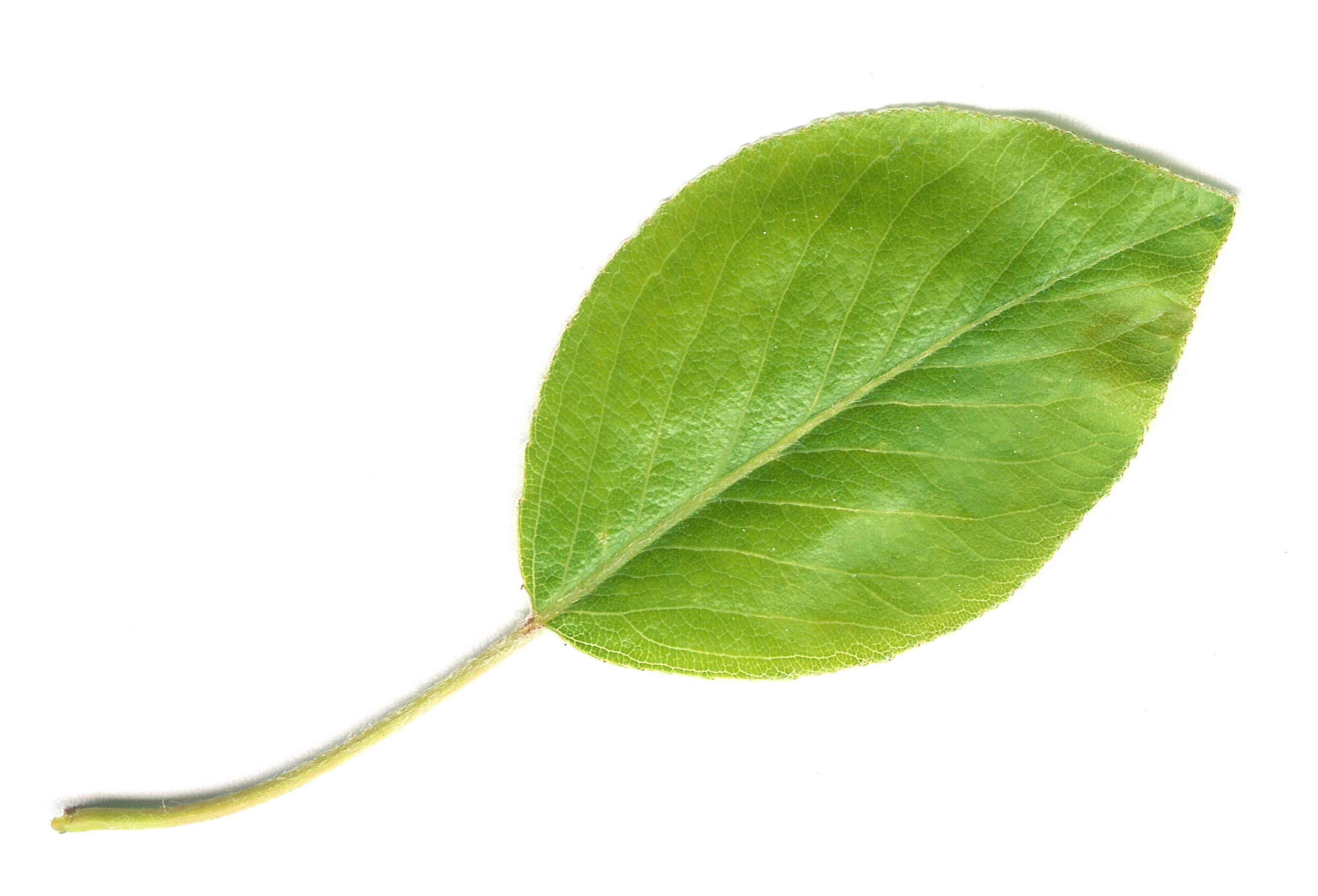
Jeune feuille.
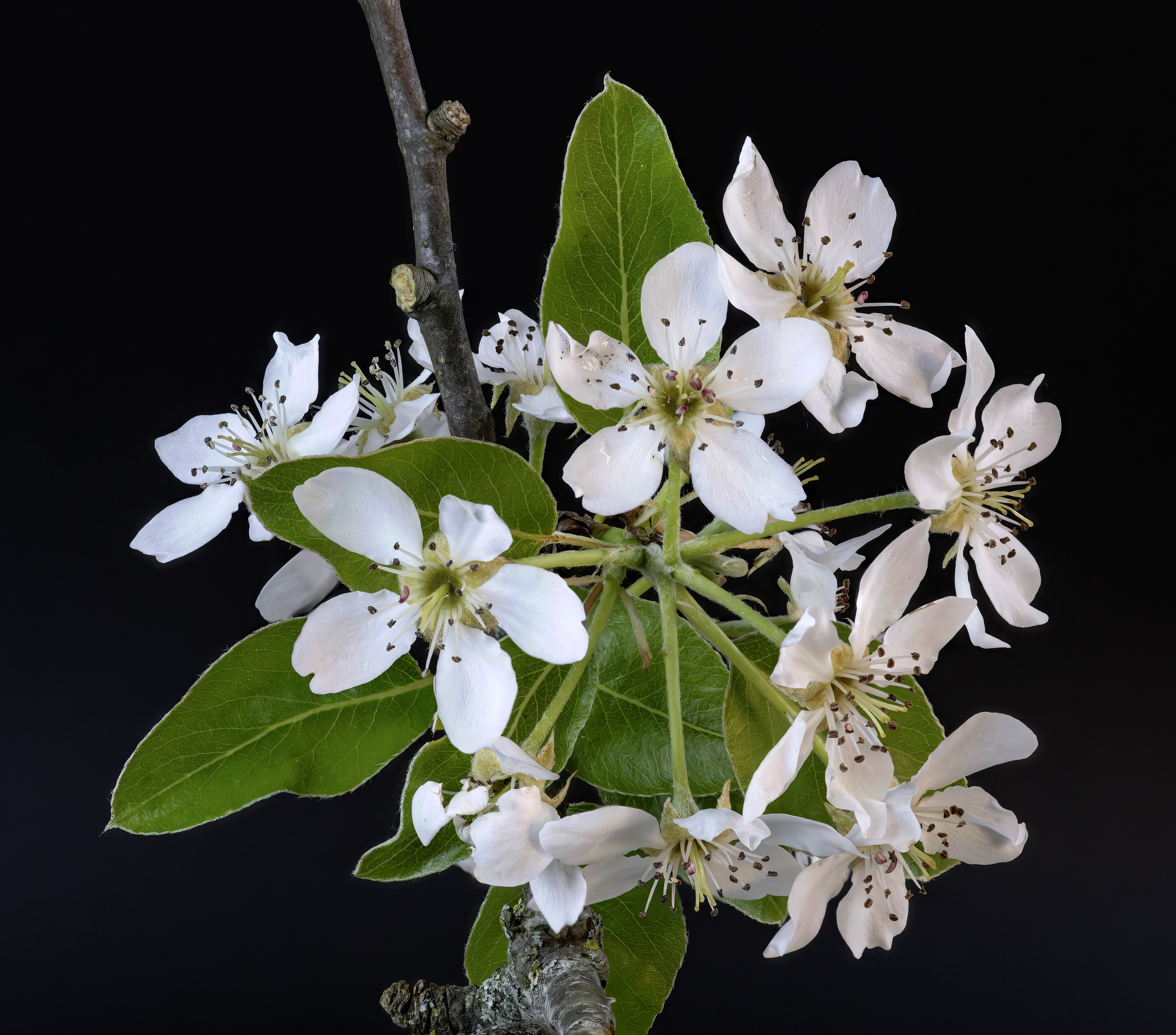
Fleurs et feuilles.
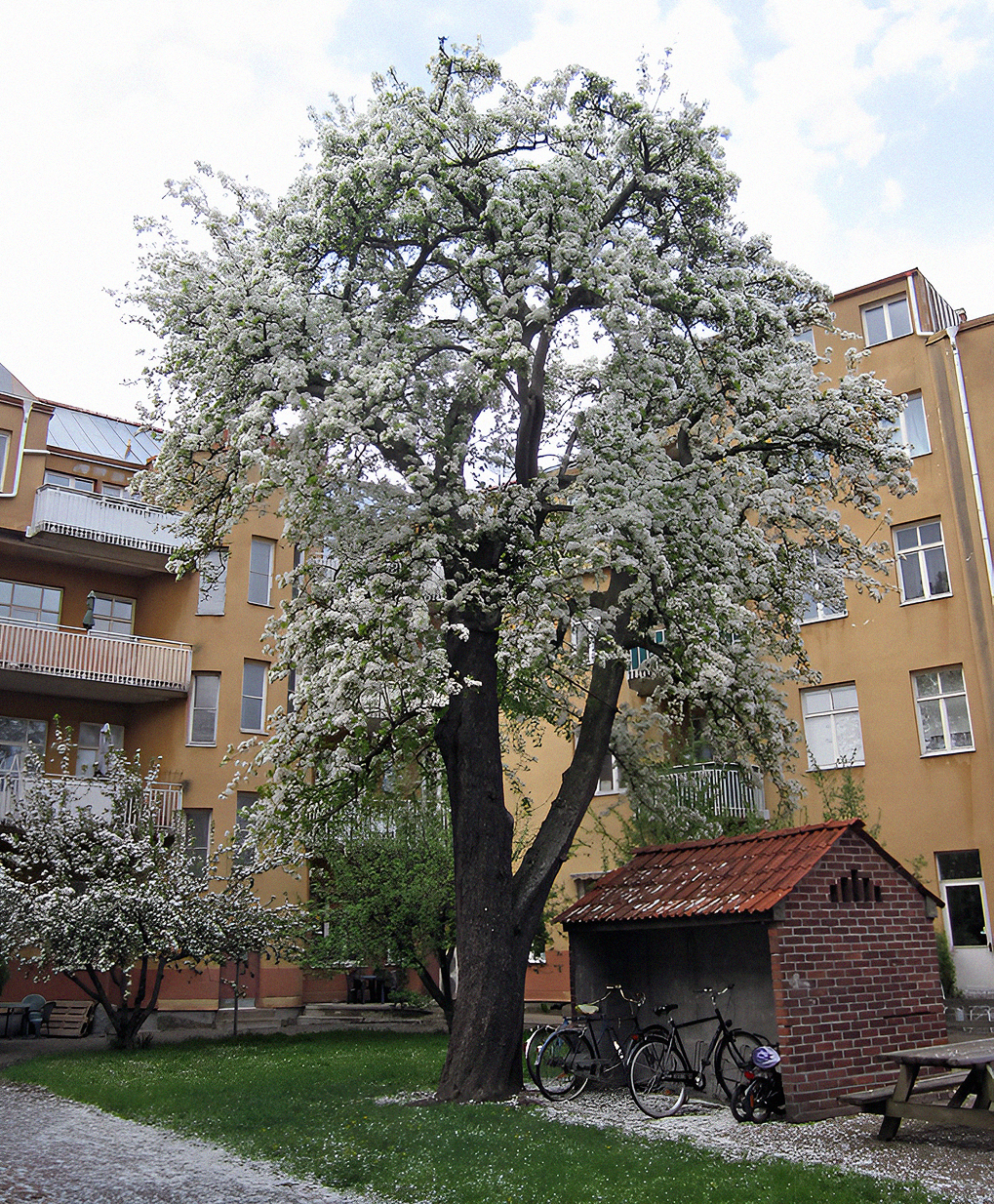
Un arbre en pleine floraison.
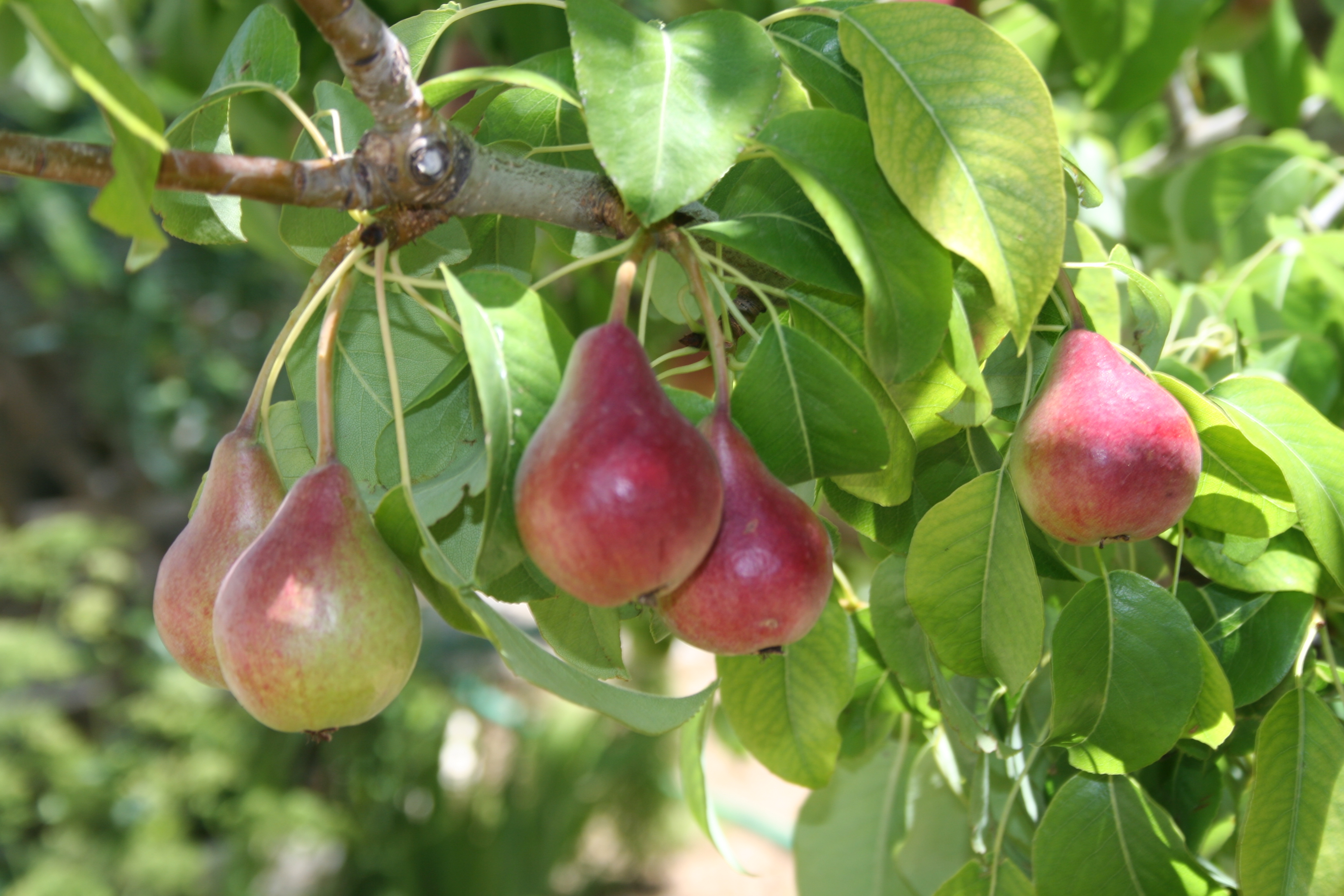
Poires.

## Distribution
Le Poirier commun est un arbre originaire des régions tempérées d'Europe et d'Asie de l'Ouest (voir carte ci-dessous).
Il est cultivé et naturalisé dans tous les continents.

## Statuts de protection, menaces
L'espèce n'est pas considérée comme étant menacée. En 2021 elle est classée Espèce de préoccupation mineure (LC) par l'UICN.
Toutefois localement l'espèce peut se raréfier : elle est considérée Quasi menacée (NT), proche du seuil des espèces menacées ou qui pourrait être menacée si des mesures de conservation spécifiques n'étaient pas prises, dans la région Haute-Normandie ; elle est en Danger-critique (CR) en Nord-Pas-de-Calais.

## Synonymes
Selon The Plant List:
- Pyrus communis var. sativa (DC.) DC.
- Pyrus pyraster subsp. achras (Gaertn.) Terp¢
- Pyrus sativa DC.

## Ancêtres sauvages

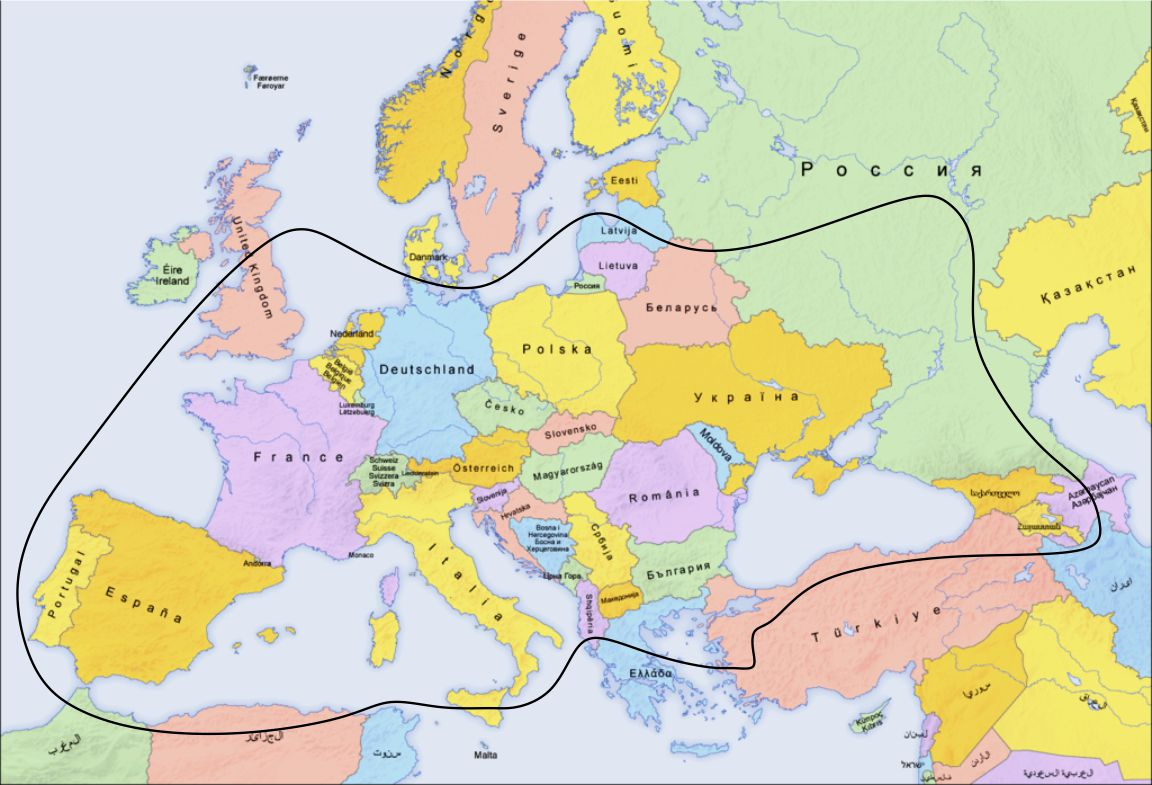
Répartition géographique des formes sauvages du poirier européen Pyrus communis, d'après Browicz 1992 et Zohary et al.

Il existe des poiriers sauvages dans toute l'Eurasie de climat tempéré. Le poirier Pyrus communis est probablement l'espèce originelle puisqu'on trouve les formes sauvages proches et interfertiles, classées comme Pyrus pyraster (L.) Burgstd. en Europe tempérée et Pyrus caucasica Fed. en Asie. Du fait de leurs étroites affinités morphologiques et génétiques et de leur totale interfertilité avec la forme cultivée, ces poiriers sauvages sont maintenant considérés comme les deux sous-espèces sauvages éco-géographiques du complexe spécifique d'où le poirier cultivé européen P. communis a pu dériver.

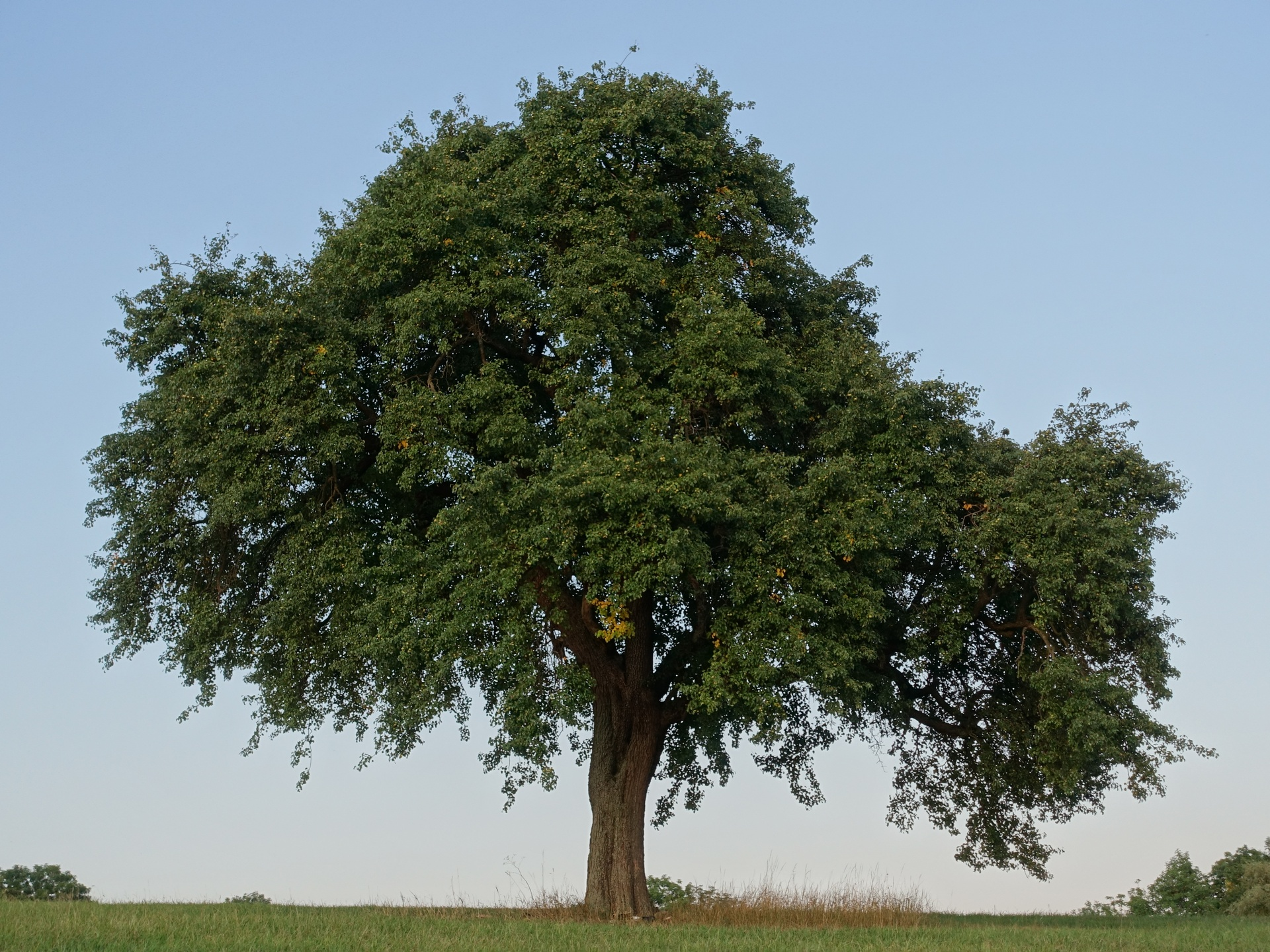
Poirier sauvage, Pyrus pyraster près de Bayreuth

La plupart de ces poiriers  sauvages  sont relativement épineux et donnent des petites poires pierreuses (de 1,5-3 cm de diamètre) et astringentes. Récoltées dès la Préhistoire, elles se conservaient séchées. La sélection de formes améliorées en Asie centrale et dans l'est du bassin méditerranéen ont été largement diffusées par greffage.
Dans de nombreuses régions d'Europe et d'Asie de l'Ouest, les formes sauvages P. pyraster ou P. caucasica et les cultivars de P. communis se croisent spontanément pour donner des formes férales et des produits d'hybridations qui se plaisent au bord des vergers et dans les clairières des forêts adjacentes. L'Arménie et le Caucase sont extrêmement riches en formes sauvages de poirier.
Mais la variation génétique des poiriers cultivés a aussi été enrichie, par hybridation et introgression, de beaucoup d'espèces de poiriers sauvages qui sont interfertiles et croissent dans la zone de culture traditionnelle du poirier commun. Parmi ces poiriers sauvages, Zohary et al. citent : P. spinosa Forssk., originaire de l'ouest de la Turquie, du bassin égéen et du sud des Balkans; P. elaeagnifolia Pallas, réparti en Turquie et dans l'est de la Bulgarie; P. salicifolia Pallas, dans le Caucase et les zones adjacentes de la Turquie; P. syriaca Boiss. des climats plus arides du Croissant fertile, P. nivalis Jacq. le poirier des neiges du sud et sud-est de l'Europe et l'espèce proche P. korshinskyi Litw. en Asie centrale.

## Histoire

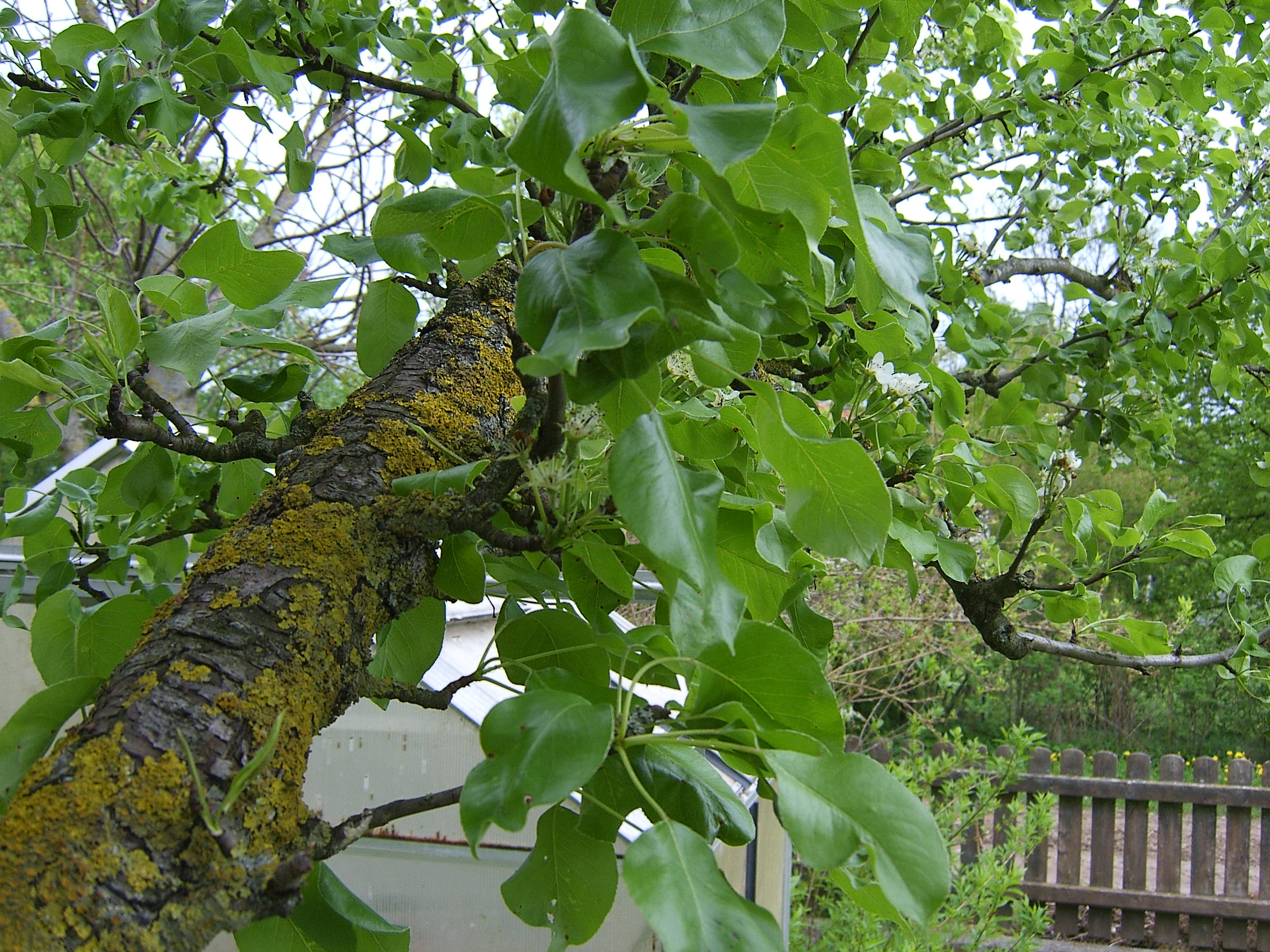
Poirier cultivé.

Longtemps avant la domestication des poiriers, on cueillait les poires sauvages. Des restes carbonisés de ces petits fruits, parfois coupés en deux et probablement séchés, ont été trouvés sur plusieurs sites du néolithique et de l'âge du bronze en Suisse, dans le nord de l'Italie, dans l' ex-Yougoslavie et en Allemagne. On trouve des restes similaires pour le néolithique récent en Grèce, en Moldavie et Ukraine.
À défaut d'informations archéologiques plus précises, on est forcé de s'appuyer sur les textes de l'Antiquité gréco-latine pour avoir quelques indices sur la domestication. Par expérience, les arboriculteurs ont appris que la meilleure manière de multiplier un poirier intéressant, était d'en greffer un rameau, alors qu'en semant ses graines il pouvait retourner à l'état sauvage ou produire des fruits de piètre qualité.
La première occurrence en grec de « poirier cultivé » (ὄγχνη, ónkhnê) est dans l'Odyssée (VIIIe siècle av. J.-C.), quand Homère décrit les jardins bien soignés d'Alcinoos et Laërte où poiriers, oliviers, figuiers et vignes sont bien entretenus. Le premier botaniste, Théophraste (-372; -288), dans Recherches sur les plantes, avait connaissance des techniques d'arboriculture. Il distingue les poiriers cultivés (apios) des poiriers sauvages (akhras) et utilise ónkhnê comme synonyme d'apios. Il indique les deux techniques de greffage en fente et en écusson pour multiplier les arbres fruitiers cultivés. Au Ier siècle, l'encyclopédiste romain Pline décrit 35 variétés de poires (Histoire naturelle, XV, 53-58, XXXIII, 115-115), des précoces et des tardives, certaines de couleur noire venant de Syrie, ou « les variétés tardives [qui] restent suspendues à l'arbre mère jusqu'aux froids hivernaux et mûrissent avec le gel » (HN, XV, 58). À cette époque, les poires devaient être assez différentes des fruits que l'on connaît, puisque si on en croit Pline « Il est interdit aux malades de manger toutes les sortes de poires -- indigestes même pour les gens en bonne santé --, de même que le vin leur est défendu. Mais cuites, ces mêmes poires sont remarquablement saines et agréables » (HN, XXXIII,115).
Les Romains, en pratiquant de manière systématique le greffage et en développant une soixantaine de variétés, ont joué un rôle prépondérant dans la domestication du poirier en Europe.
L'introduction du poirier cultivé en France a été faite à l'époque de l'expansion de l'Empire romain. Au Moyen Âge, les variétés cultivées en France, telles que 'Caillou rosat' ou la 'Poire d'angoisse', étaient si peu savoureuses qu'elles n'étaient consommées qu'une fois cuites. D'après le Thresor de santé de 1607, « les poires sont astringentes et nutritives, mais...elles sont fort venteuses, parquoi [c'est pourquoi] on les doit servir cuites en la braise avec anis, fenouil ou coriandre, beuvant incontinent après un bon verre de vin vieil. Les douces sont profitables à l'entrée du repas, les autres à la fin ». Une recette pour garder les poires consiste à les peler, les couper en quartiers, les faire cuire dans du vin doux, puis les faire sécher au soleil ou dans un four.
Des variétés donnant des fruits de meilleure qualité apparaissent à la Renaissance. Sous le règne de Louis XIV, plus de 500 variétés de poiriers sont recensées. La plupart des variétés actuellement cultivées sont issues de sélections réalisées au XIXe siècle.

## Utilisations
La poire, fruit du poirier, est consommée fraîche ou cuite. Elle est utilisée pour diverses préparations : 
- poires au sirop, poire Belle-Hélène
- sorbet
- poiré, une boisson alcoolisée pétillante
- alcool de poire, faite à partir de la variété 'William'

Le bois du poirier, très homogène, compact, peut acquérir un beau poli. Il est recherché pour l'ébénisterie, la gravure et la sculpture. Il constitue un excellent bois de chauffage.
Son écorce est réputée tonique et astringente et a été employée comme fébrifuge[réf. souhaitée].

## Culture

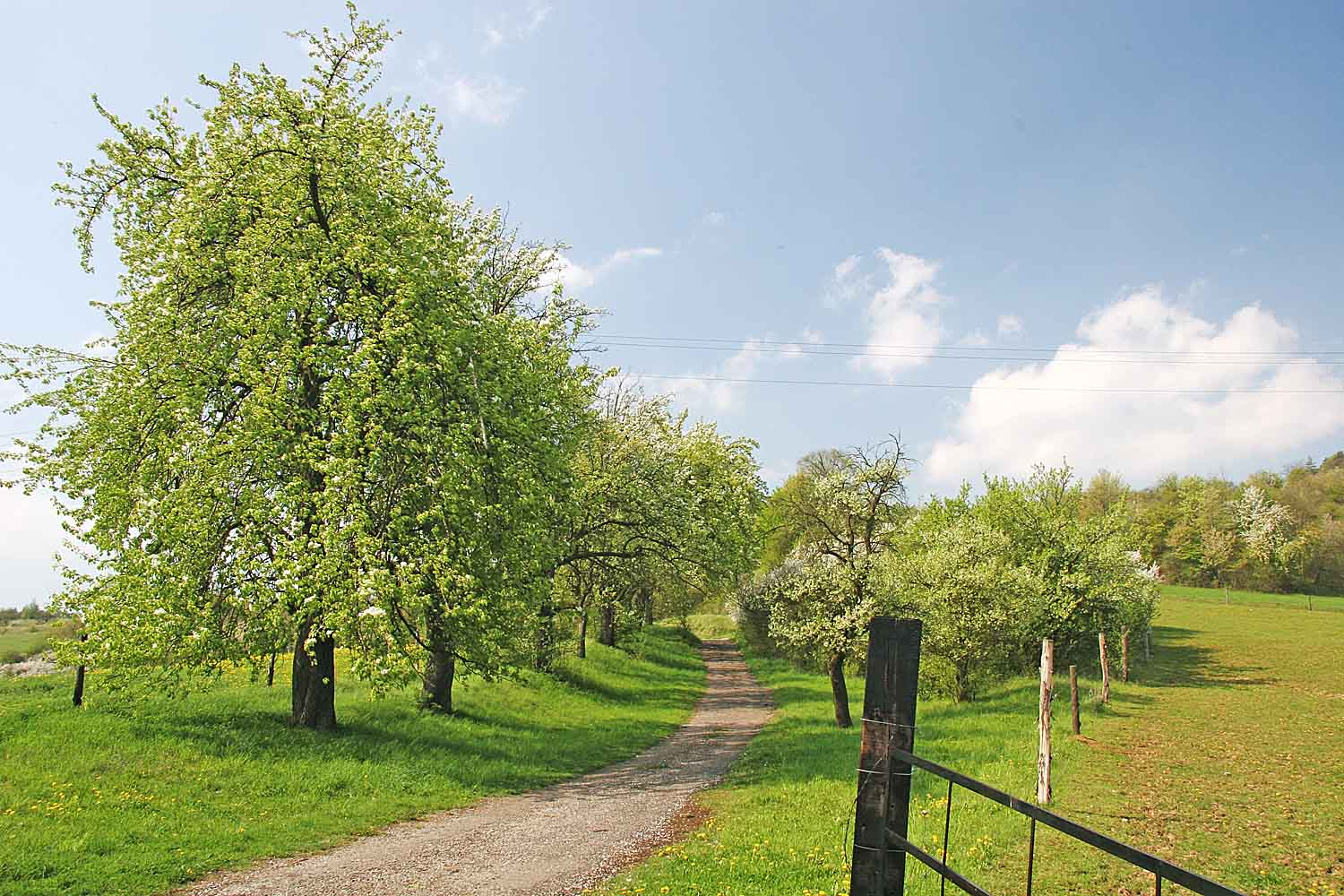
Allée de poiriers.

La multiplication du poirier se fait par semis mais un simple semis a deux inconvénients : il ne permet pas de donner des fruits identiques au fruit d'origine de la graine et les fruits obtenus naturellement n'apparaissent que vers les dix ans de l'arbre et sont souvent sans intérêt gustatif. Néanmoins toutes les variétés ont été obtenues par semis à l'origine et semer des graines puis réaliser une sélection (goût,productivité,résistance aux maladies...) permettra de trouver des variétés capables de s'adapter aux changements environnementaux et aux différents terroirs. Les arbres qui ne font pas de bons fruits pourront être greffés si besoin. Le semis est aussi utilisé pour obtenir des francs sur lesquels on greffe des variétés existantes. Le plus souvent, on pratique une greffe en écusson en fin d'été, mais aussi en fente ou en couronne au printemps.

### Variétés
Voir Poire#Variétés.

### Porte-greffes
Les porte-greffes du poirier sont :
- le poirier franc issu de graines de poirier commun (sensible au feu bactérien), le poirier de Chine, plus tolérant à tous types de sols et de climats mais moins rustique, ou la gamme OHxF ;
- le cognassier (Cydonia oblonga Mill.) est souvent utilisé comme porte-greffe pour la culture du poirier commun malgré des problèmes d'incompatibilités avec certaines variétés comme la Williams ;
- éventuellement le cormier ou l'aubépine pour des sols pauvres, malgré des problèmes d'incompatibilité de cette dernière avec certaines variétés.
- une autre variété : regreffée ou sur-greffée, donc greffée sur un sujet, lui-même déjà sur porte-greffe. Cette méthode est aussi utilisée pour avoir deux variétés sur un même arbre, dont la pollinisation croisée favorise la production. Ceci évite la plantation d'un deuxième arbre et permet d'avoir une plus grande diversité de fruits. Mais aussi dans les situations suivantes : variétés dont la qualité déçoit, erreur de livraison, sensibilité aux maladies, variétés trop alternantes et floraison trop précoce dans un site gélif. Ces plants qui produisent deux variétés sont aussi nommés « duo » (il peut arriver que la greffe supérieure se développe au détriment de l'inférieure, ou qu'une variété plus vigoureuse se développe au détriment de la moins vigoureuse.)

## Ennemis du poirier

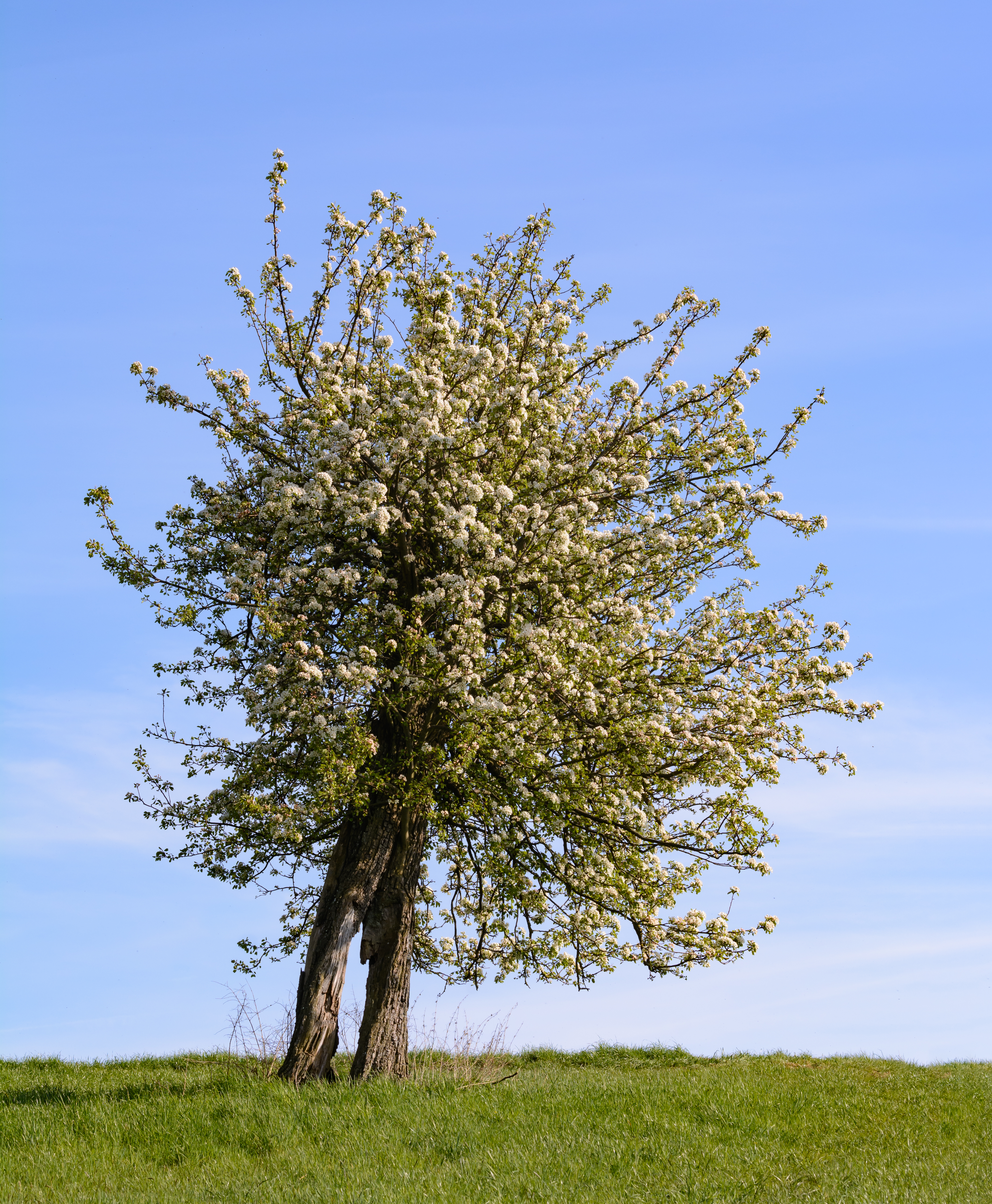
Poirier en fleurs, avec son tronc cassé. Avril 2021.

De nombreuses variétés de poirier sont sensibles à l'alternance.

### Maladies
- le chancre européen des arbres fruitiers, Nectria galligena ;
- la chlorose (maladie physiologique due à une carence en fer) ;
- l'entomosporiose du poirier, Fabraea maculata ;
- le feu bactérien des arbres fruitiers, Erwinia amylovora ;
- la moniliose des arbres fruitiers, Monilinia laxa ;
- la rouille grillagée du poirier ou rouille du genévrier ;
- la tavelure du poirier, Venturia pirina ;
- le folletage ou noircissement estival du poirier (maladie physiologique due à un déséquilibre en eau).

### Ravageurs
- l'anthonome d'hiver du poirier, Anthonomus pyri ;
- la cécidomyie des feuilles du poirier, Dasineura pyri ;
- la cécidomye des poirettes, Contarinia pyrivora, sur jeunes fruits ;
- la cochenille rouge du poirier, Epidiaspis leperii ;
- le carpocapse des pommes et des poires (ver du fruit), Cydia pomonella ;
- l'hoplocampe du poirier, Hoplocampa brevis ;
- le phylloxéra du poirier, Aphanostigma piri ;
- le psylle commun du poirier, Cacopsylla pyri ;
- le puceron cendré du poirier, Dysaphis pyri ;
- le tigre du poirier, Stephanitis piri ;
- les chenilles des papillons de nuit (hétérocères) suivants (classés par famille) :
  - boarmie crépusculaire ;
  - phalène velue (Geometridae) ;
  - bombyx de l'aubépine (Lasiocampidae) ;
  - double oméga (Noctuidae).

## Le poirier dans les arts

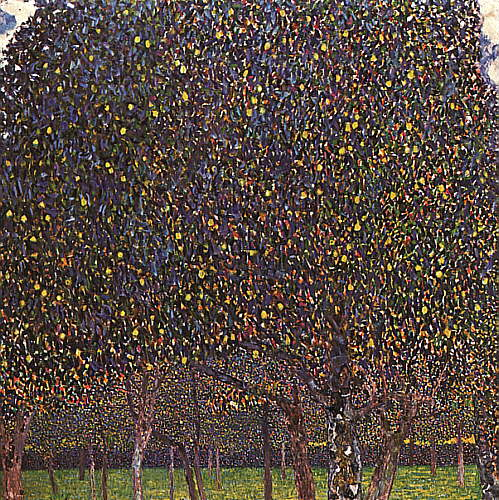
Le Poirier de Gustav Klimt (1903)..
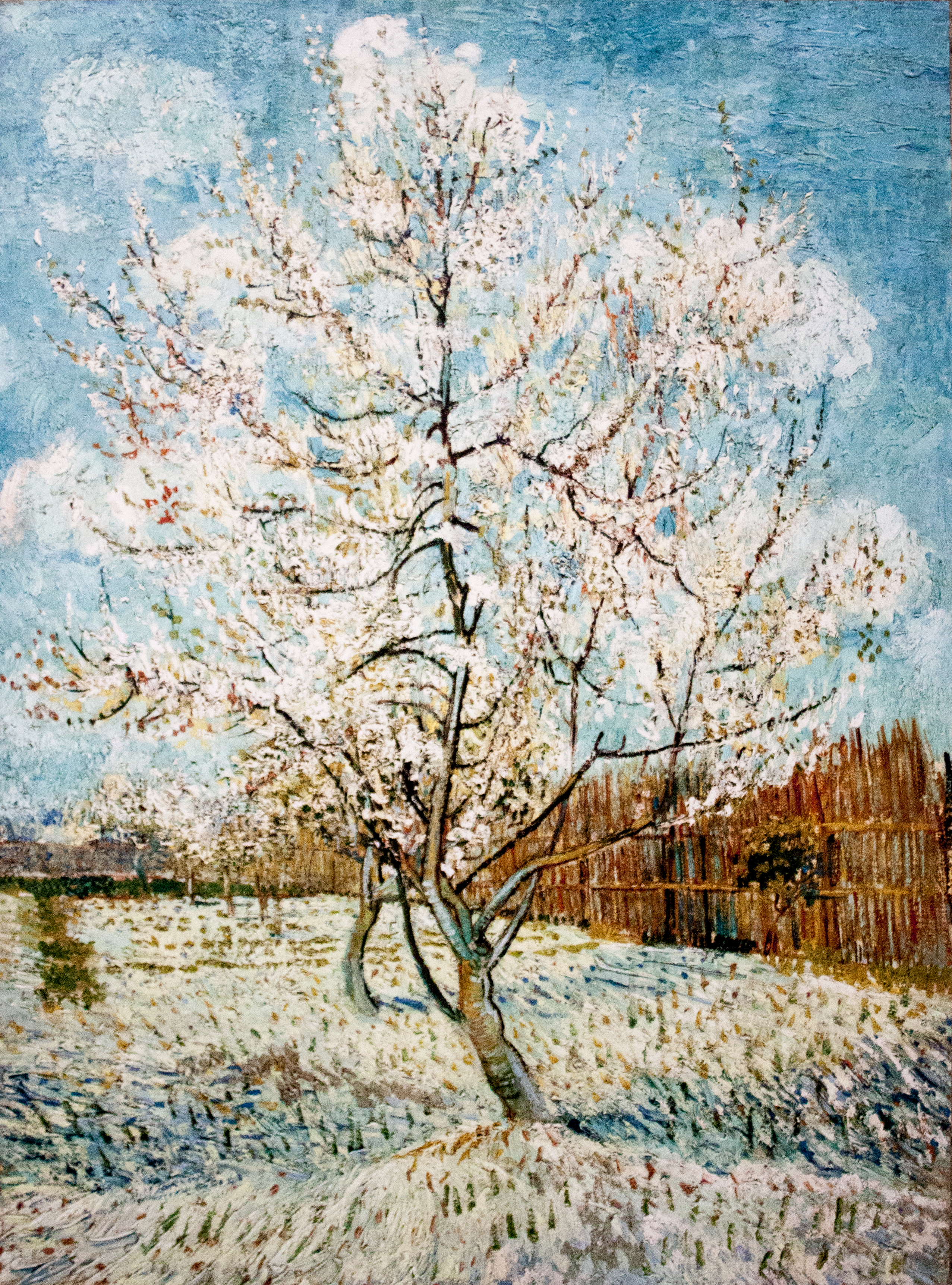
Blossoming Pear Tree de Vincent van Gogh (1888)..
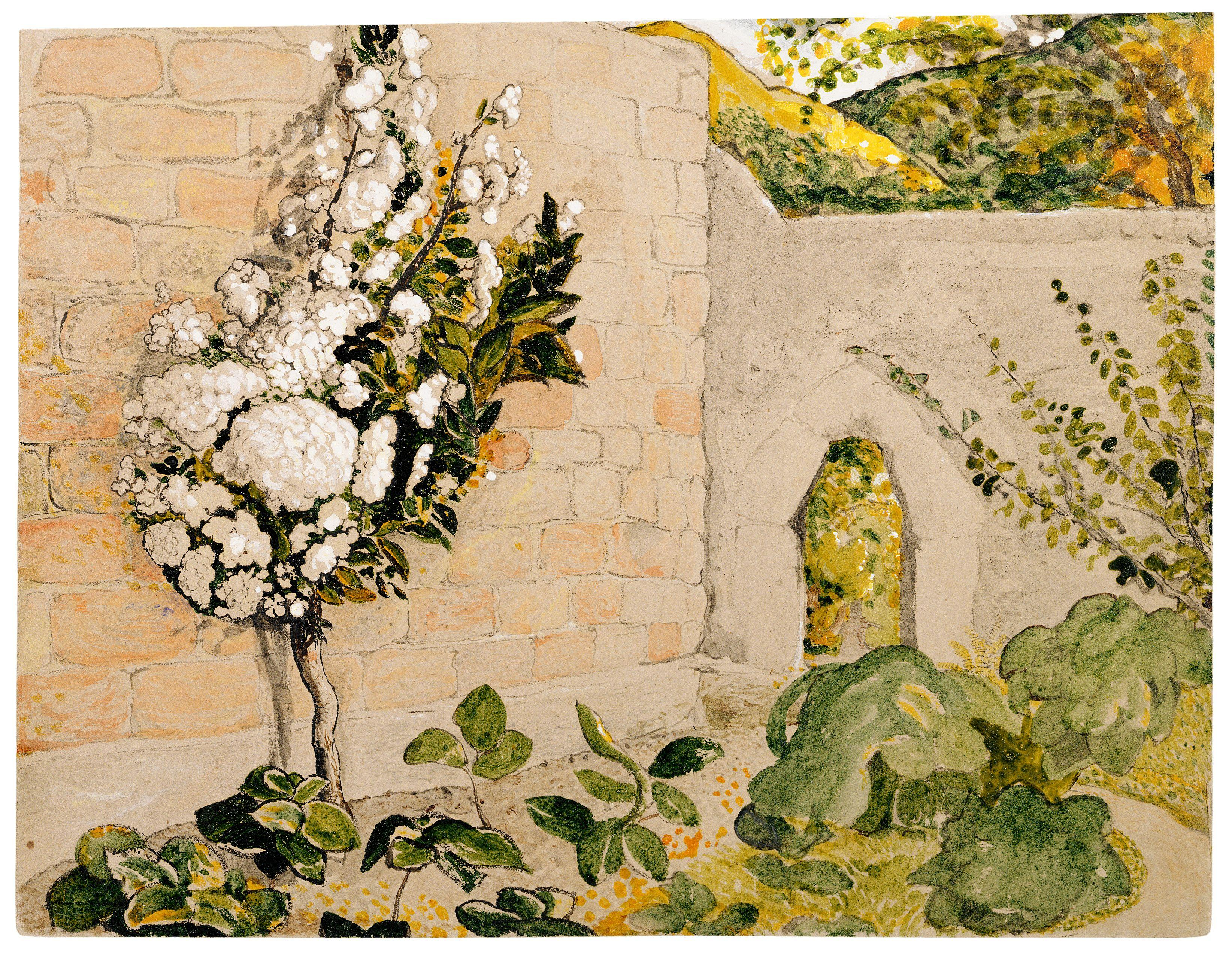
Pear Tree in a Walled Garden de Samuel Palmer (1829)..
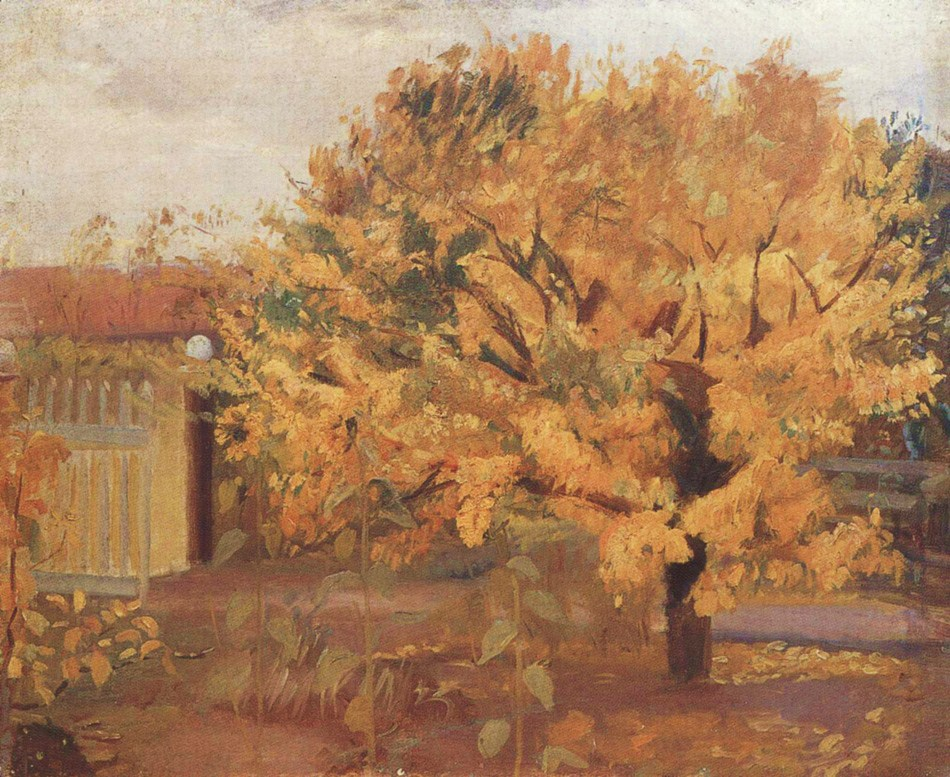
Pear Tree in Front Yard d'Anna Ancher.
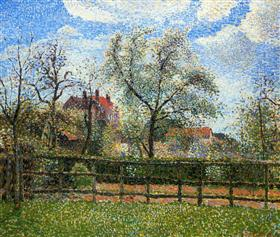
Poiriers et fleurs à Eragny de Camille Pissarro..
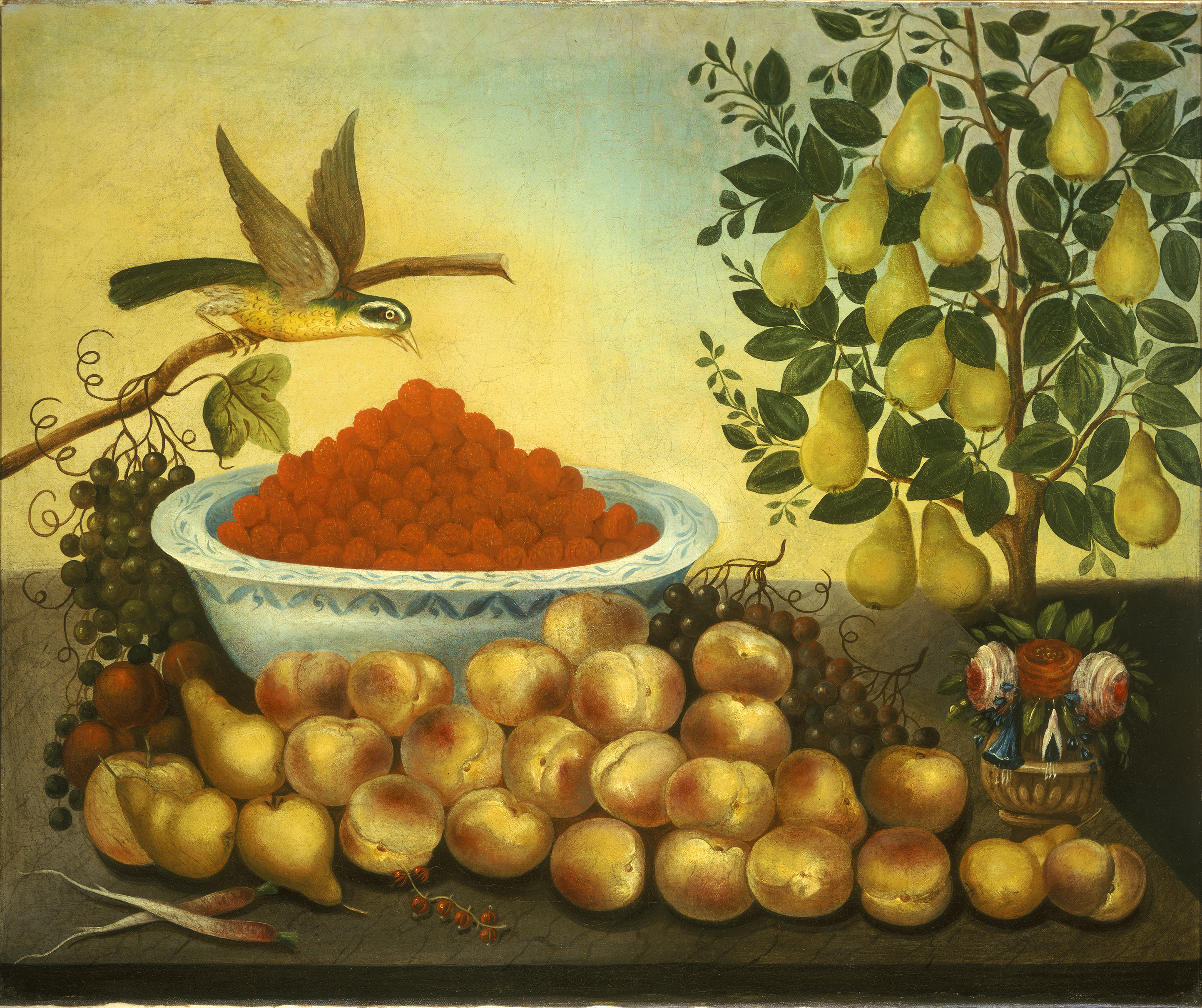
Nature morte avec fruit, oiseau et poirier nain de Charles V. Bond (1856)..